# Euphorbia eduardoi
Euphorbia eduardoi är en törelväxtart som beskrevs av Leslie Larry Charles Leach. Euphorbia eduardoi ingår i släktet törlar, och familjen törelväxter. Inga underarter finns listade i Catalogue of Life.